# Paul Du Bois-Reymond
Paul Du Bois-Reymond (født 2. december 1831 i Berlin, død 7. april 1889) var en tysk matematiker, bror til Emil Du Bois-Reymond.
Efter at have været knyttet til universitetet i Heidelberg først som repetent, senere som ekstraordinær professor, virkede Du Bois-Reymond som ordentlig professor, først i Freiburg (fra 1870), senere i Tübingen (fra 1874), og ansattes endelig 1884 ved den tekniske højskole i Berlin. Hans arbejder, der behandler partielle differentialligninger, særlig deres geometriske tydning, bestemte integraler, konvergens med mere, er dels afhandlinger i Crelles "Journal", "Mathematische Annalen" og andre steder, dels enkelte særskilt udgivne værker som Beiträge zur Interpretation der partiellen Differentialgleichungen mit drei Variabeln (1864) og Allgemeine Funktionentheorie, hvoraf Du Bois-Reymond dog kun fik fuldført 1. del (1882). I sidstnævnte værk polemiserer han skarpt mod den moderne aritmetiske behandling af irrationaltallene, hvori den gamle betragtning af disse som forhold mellem linjestykker forlades.